# Daniel Yuste
Daniel Yuste Escolar (ur. 17 listopada 1944 w Leganés, zm. 26 marca 2020 tamże) – hiszpański kolarz, dwukrotny mistrz kraju, olimpijczyk z Meksyku (1968).

## Kariera
W podczas kariery zawodowej związany był z zespołami GD Pepsi i Ignis. Ustanowił rekord kraju w jeździe na 5 kilometrów. W 1968 na igrzyskach olimpijskich w Meksyku, w wyścigu na dochodzenie, zajął 13. miejsce. Zmarł z powodu zakażenia koronawirusem SARS-CoV-2 w dniu 26 marca 2020.